# Louis Trimble
Pour les articles homonymes, voir Trimble.
Louis Trimble, né le 2 mars 1917 à Seattle, dans l’état de Washington, aux États-Unis, et décédé le 9 mars 1988 à Newton Abbot, dans le comté du Devon, en Angleterre, est un écrivain et un professeur universitaire américain. Il a utilisé au cours de sa carrière le pseudonyme de Stuart Brock et est notamment connu pour ses romans policiers et ses westerns.

## Biographie
Il suit les cours de l’université de Washington et de l’université de Pennsylvanie où il étudie les langues étrangères, notamment le maltais. Il travaille comme enseignant à Bonners Ferry, dans l’Idaho, puis comme professeur à l’université de Washington.
Il publie sa première nouvelle en 1938. Au cours de sa carrière, il écrit notamment de nombreux romans policiers et westerns, sous son nom ou sous le pseudonyme de Stuart Brock. 
À sa retraite, il se retire en Angleterre où il meurt en 1988 à l’âge de 71 ans.

## Œuvre

### Romans

#### Signés Louis Trimble
- Sports of the World (1939)
- Fit to Kill (1941)
- Tragedy in Turquoise (1942)
- Date for Murder (1943)
- Design for Dying (1945)
- Murder Trouble (1945)
- Give Up the Body (1946)
- You Can't Kill a Corpse (1946)
- Valley of Violence (1948)
- The Case of the Blank Cartridge (1949) Publié en français sous le titre Cartouche à blanc, traduction de Alex Grall, Paris, Nicholson & Watson, coll. « La Tour de Londres » no 55, 1951.
- Gunsmoke Justice (1950)
- The Wild Horse Trail (1950)
- Crossfire (1953)
- Fighting Cowman (1956)
- A Lovely Mask for Murder (1956)
- Stab in the Dark (1956)
- The Big Bite (1957)
- Nothing to Lose But My Life (1957)
- The Smell of Trouble (1958) Publié en français sous le titre Police contre Police, traduction de Jacques Hall, Paris, Presses internationales, coll. « Inter-Police » no 51, 1961.
- The Tide Can't Wait (1959)
- Mountain Ambush (1959)
- Obit Deferred (1959)
- Cargo For The Styx (1959)
- Till Death Do Us Part (1959)
- Girl on a Slay Ride (1960)
- The Duchess of Skid Row (1961)
- Love Me and Die (1961)
- The Surfside Caper (1961)
- Siege At High Meadow (1962)
- The Corpse Without A Country (1957) Publié en français sous le titre Sabotage en Alaska, traduction de Jacques Hall, Paris, Presses internationales, coll. « Inter-Police » no 43, 1960.
- The Dead and the Deadly (1963)
- The Holdout in the Diablos (1965)
- Anthropol (1968)
- The Lonesome Mountains (1970)
- The Noblest Experiment in the Galaxy (1970)
- Montana Gun (1972)
- The City Machine (1972)
- The Guardians of the Gate (1972) (avec Jacquelyn Trimble)
- The Wandering Variables (1972)
- The Bodelan Way (1974)
- The Desperate Deputy of Cougar Hill (1979)
- The Hostile Peaks (1979)
- The Man from Colorado (1980)
- English for Specific Purposes: Science and Technology (1981) (avec Karl Drobnic)
- Marshal of Sangaree (1988)

#### Signés du pseudonyme de Stuart Brock
- Death Is My Lover (1948) Publié en français sous le titre La Fiancée de la mort, Paris, Éditions des Deux Mondes, coll. « La Main rouge » no 3, 1949.
- Just Around the Coroner (1948)
- Bring Back her Body (1953)
- Killers’s Choice (1956) Publié en français sous le titre Le Casse-pipes sous le nom de Stuart Brooke, traduction de Monique Thies, Paris, Presses internationales, coll. « Inter-Police » no 42, 1960.
- Action at Boundary Peak (1955)
- Whispering Canyon (1961)

### Nouvelles

#### Signées Louis Trimble
- His Wooden Overcoat (1938)
- Hell Is Hot (1939)
- Honest Homicide (1939)
- I’ve Got a City Full of Sin (1939)
- You Can’t Kill a Cadaver (1940)
- Corpse in the Icebox (1940)
- Pennant for Sale (1948)
- Backfield Braintruster (1948)
- The Guy from Yesterday (1948)
- Hot Hoops! (1949)
- Half-Time Halfback (1950)
- Doctor Shortstop (1950)
- Hell on the Hill (1951)
- Gentlemen Hoopsters (1951)
- Trigger Tally (1952)
- Hillbilly Hotshort (1953)
- No Guns (1953)
- Three for Hell! (1953)
- .44 Death (1954)
- The Plunderers (1954)
- Night in Town (1954)
- Hard Man in a Hurry (1954)
- Probability (1954)
- Roarty’s Last Stand (1955)
- He Figured to Finish First (1955)
- The Mexican Murders (1956), aussi titré The Virgin Victim
- A Pitch for Murder (1956)
- The Repulsive Corpse (1956)
- Overtime Pitcher (1957)

#### Signée du pseudonyme de Stuart Brock
- Not Dead Enough (1952)